# 格罗讷河畔热尔莫勒
格羅訥河畔热尔莫勒（法語：Germolles-sur-Grosne，法語發音：[ʒɛʁmɔl syʁ ɡʁon]）是法国索恩-卢瓦尔省的一个市镇，属于马孔区。

## 地理
格罗讷河畔热尔莫勒（46°16'46"N, 4°35'24"E）面积7.23 平方千米，位于法国勃艮第-弗朗什-孔泰大區索恩-卢瓦尔省，该省份为法国中部省份，北起顺时针与科多尔省、汝拉省、安省、罗讷省、卢瓦尔省、阿列省和涅夫勒省接壤。
与格罗讷河畔热尔莫勒接壤的市镇（或旧市镇、城区）包括：特拉迈、桑沃、德格罗讷。

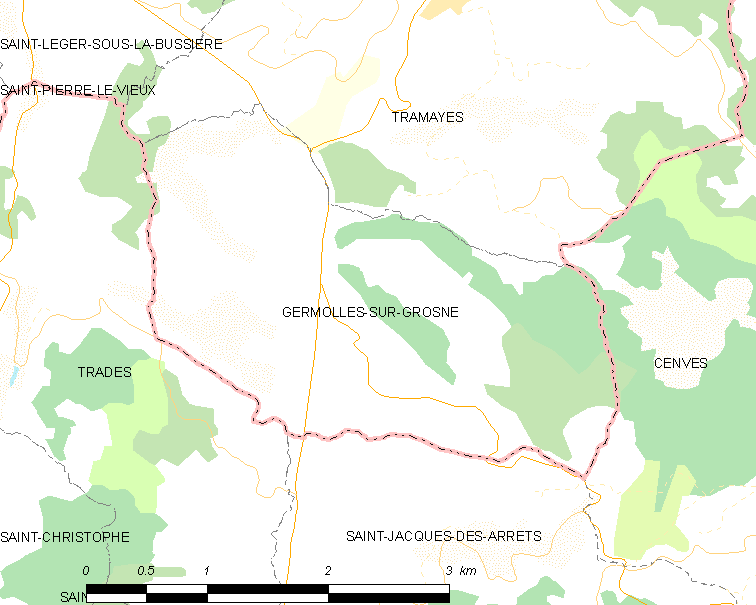
格罗讷河畔热尔莫勒的OSM定位图

格罗讷河畔热尔莫勒的时区为UTC+01:00、UTC+02:00（夏令时）。

## 行政
格罗讷河畔热尔莫勒的邮政编码为71520，INSEE市镇编码为71217。

## 政治
格罗讷河畔热尔莫勒所属的省级选区为拉沙佩勒德甘谢县。

## 人口

1962-2008年间格罗讷河畔热尔莫勒人口变化图示

格罗讷河畔热尔莫勒于2022年1月1日时的人口数量为130人。